# Турция на летних Олимпийских играх 1972
Турция принимала участие в Летних Олимпийских играх 1972 года в Мюнхене (ФРГ) в двенадцатый раз за свою историю и завоевала одну серебряную медаль. Сборная страны состояла из 43 спортсменов (42 мужчины, 1 женщина), которые выступили в соревнованиях по борьбе, лёгкой атлетике, тяжёлой атлетике, плаванию, велоспорту, боксу, стрельбе и фехтованию.

## Медалисты
| Медаль  | Спортсмен   | Вид спорта     | Дисциплина        |
| ------- | ----------- | -------------- | ----------------- |
| Серебро | Вехби Акдаг | Вольная борьба | Мужчины, до 62 кг |